# フライボーイ
『フライボーイ』(FLY BOY)とは、金子製作所(現・カネコ)が1982年に開発したアーケードゲームである。主にタイトーが販売していた。

## 概要
レバーでハングライダーに乗ったプレイヤーを操作し、障害物や敵キャラクターを避けながら所定の距離を飛行する。
画面の左端と右端にはそれぞれ下降気流と上昇気流が常に流れているため、レバーを倒していなくても勝手に下降または上昇するようになっている。
その他の箇所でも、上下に揺れながら飛行するため、揺れを考慮して操作しないときわどい場面で障害物や敵に接触する場合がある。
途中何ヶ所かにB、O、N、U、Sの五種の旗が立てられているので、それを順番に取ると、着陸時のボーナスが10倍になる。ただし、順番を間違えると再度Bから取り直さなければならなくなる。
ボタンを押すとプレイヤーの足が数秒間バタバタと振り動いて敵を蹴り落とせるようになる。
一定区間を飛行すると「LANDING TIME」と表示されるので10秒以内に指定された地点に着陸しなければならない。着陸点は数箇所あり、それぞれに1000点から5000点のボーナスが与えられる(言うまでもないが点数の多い着陸地点は狭くて着陸が難しい)。
10万点で1機追加となる。また、ハイスコアのネームエントリーは5万点以上でないとできない。

### 墜落となる場合
以下のいずれかに該当した場合、プレイヤーは墜落し、後述の例外を除いてミスとなり1機失う。
墜落してミスとなった場合は、例外を除いてプレイしていた面の離陸からやり直すこととなる。
- 敵キャラクターに接触した場合（ただしボタンを押して振り回した足に敵キャラクターが触れた場合はそのキャラクターが墜落して得点となる）
- 着陸地点以外で地面や海面に激突した場合
- 旗のポールを除く地上または海上の障害物や雲に触れた場合
- 「LANDING TIME」が表示されて10秒以内に着陸できなかった場合（この場合に限り残りがあれば次面に進める）

なお、着陸地点の真上で敵などに触れて墜落した場合、墜落したプレイヤーが着陸地点に着地することで着陸したものと見なされ、この場合に限りミスは帳消しとなる。

## 面の構成
以下の3つの場面を3回繰り返した9面構成となっている。面数が進むにつれて敵の移動パターンが複雑になり避けるのが難しくなる。
- 地上…1、4、7面で、日本国内を思わせる地域を4機の飛行機編隊とヘリコプターがプレイヤーを攻撃する。
- 海上…2、5、8面で、3機の飛行機編隊と2羽の鳥に加え、空中の障害物として雲が現われる。島(及び島に植えられた樹)や船舶が海上の障害物となる。
- 砂漠…3、6、9面で、4機の物体(3面は円形、6、9面は菱形)と空飛ぶじゅうたんに乗った人物が攻撃する。ピラミッドやスフィンクス、モスクなどが地上の障害物になる。敵の物体は動きが大きいうえに、面数によっては背景色と紛らわしい色遣いになってバラバラに飛行するので、避けるのが難しくなる。

なお、9面をクリアすると1面に戻る。